# Dienstsiegel

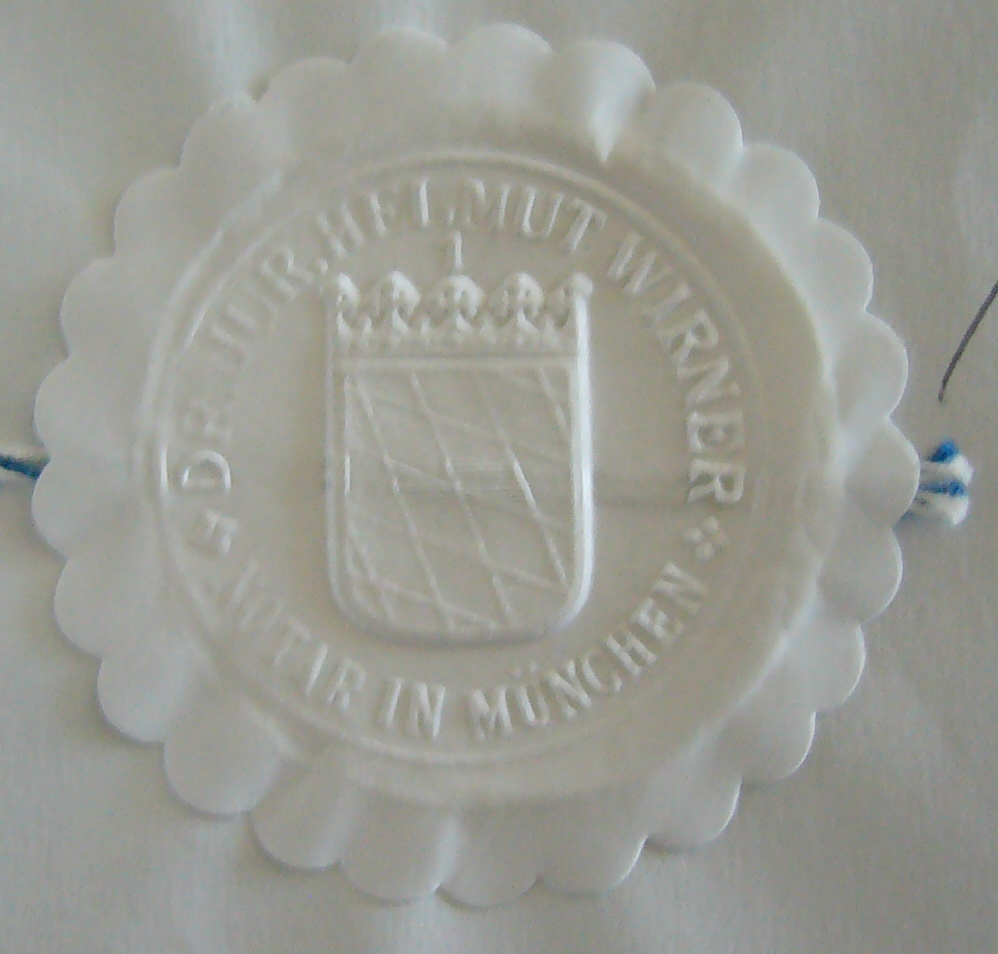
Geprägtes Dienstsiegel (Notar in München)

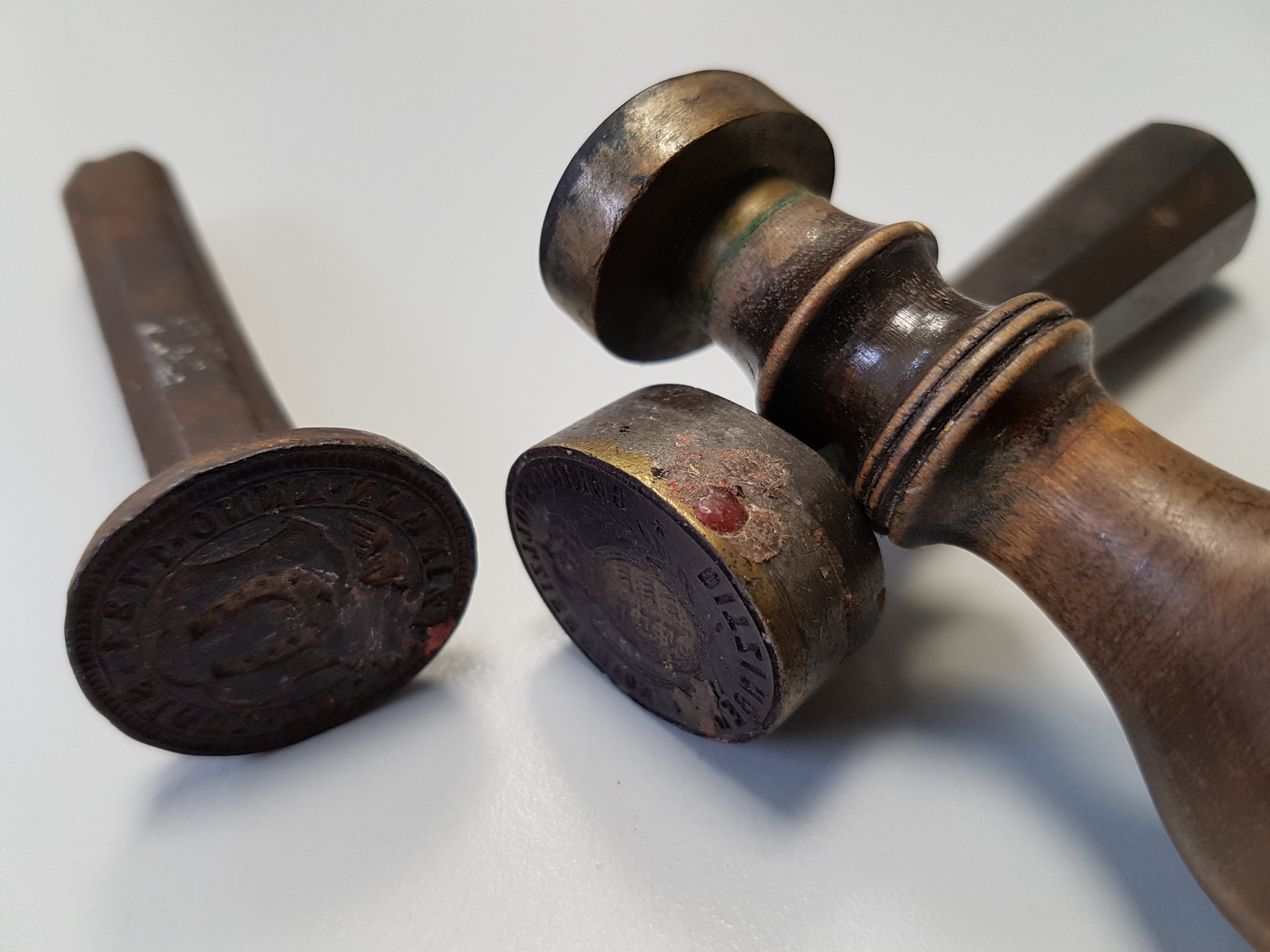
Verschiedene Siegelstempel, Stadtarchiv Ditzingen, vor 1918

Ein Dienstsiegel ist ein Symbol eines Amtes, mit dem Dokumente rechtsverbindlich gekennzeichnet werden. Diese Siegelung hat unterschiedliche Zielsetzungen wie beispielsweise die Versiegelung oder die Kennzeichnung des Ausstellers über dessen Authentizität.

## Geschichte
Während Dienstsiegel zunächst nur dazu dienten, Schriftstücke als Konvolut zusammenzuhalten, dienten sie später auch als Bescheinigung für eine Aussage und vor allem für die Echtheit eines Dokumentes (Beurkundung, Beglaubigung) – vgl. dazu auch § 415 ZPO. Anfänglich waren Dienstsiegel auch mit eingearbeiteten Urkunden-Bändseln versehen. Dienstsiegel wurden zunächst in der Antike von Herrschern und im Laufe der Zeit von den Amtskirchen verwendet, bis sich (zusätzlich) ein eigener Behördenapparat herauskristallisierte.

## Ausführungen

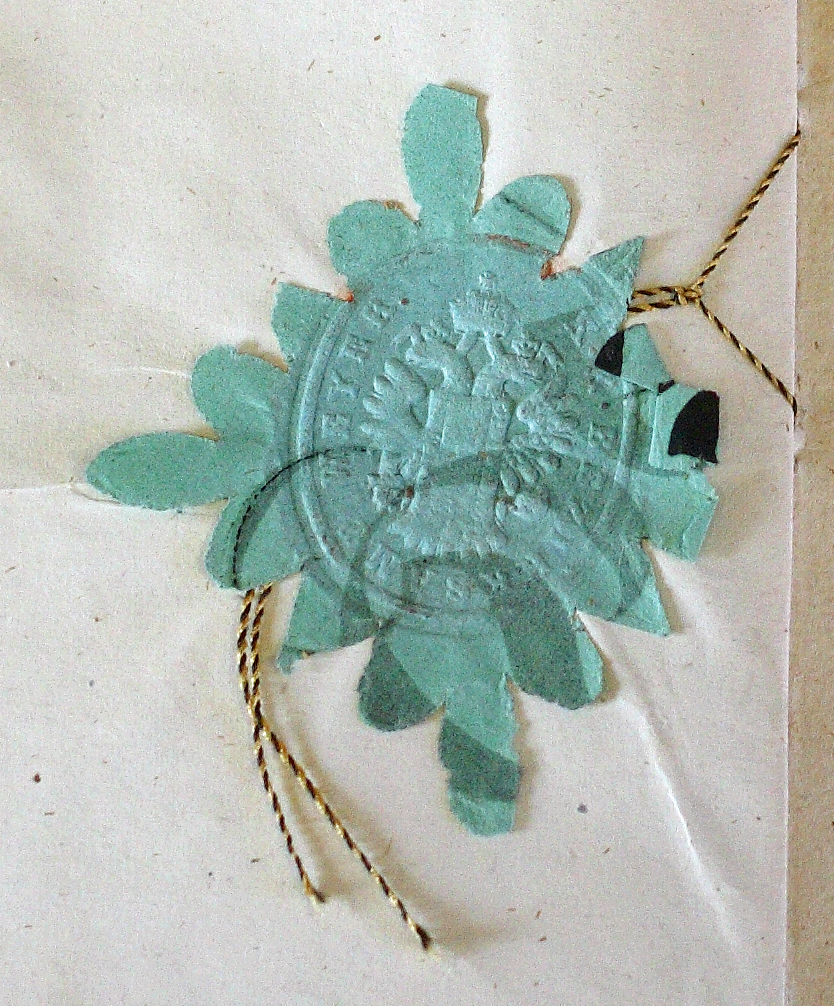
Historisches Siegel aus Österreich, etwa 1860

Häufigste Formen sind Dienstsiegel als Prägesiegel oder als Stempelabdrucke. Dienstsiegel bilden immer ein Symbol ab, meistens Hoheitszeichen (Amtliches Wappen):
Bundesbehörden führen das Bundeswappen, Landesbehörden führen ihre Landeswappen (z. B. Notare), Kommunalbehörden ihre kommunalen Wappen, Amtskirchen führen ihre kirchlichen Wappen. Siegelstempel enthalten eine Zahl oder ein anderes Beizeichen (Buchstabe, Strich, Punkt, Motivaussparung), welches der Identifikation des Stempels dient. Da in einer Dienststelle meist mehrere Siegelstempel mit dem gleichen Abdruck (eben dem Dienstsiegel der Behörde) vorhanden sind, wird jeder einzelne Siegelstempel mit einem individuellen Unterscheidungszeichen versehen. In der Regel ist dies eine Nummer. Damit kann nachvollzogen werden, wer hier gesiegelt hat, und dadurch Missbrauch verhindert werden. Bei Verlust wird dann nur dieser Siegelstempel für ungültig erklärt.
Auf vielen Banknoten der Welt befinden sich Dienstsiegel als Kennzeichnung ihrer Authentizität (und somit Gültigkeit als Zahlungsmittel); der Euro trägt jedoch kein Dienstsiegel, sondern die Europaflagge. Fast jedes amtliche Schriftstück mit Außenwirkung wie Korrespondenzen, Ausweise, Bescheinigungen, Urkunden, Vertragswerke usw. enthält ein Dienstsiegel.
Die Dienstsiegel sagen in manchen Fällen auch etwas über den Zustand einer Besitzübereignung aus, und zwar die Richtigkeit einer Übereignung; Beispiele hierfür sind die Siegelmarke der Polizei oder das Pfandsiegel der Justiz.
Bei manchen mehrseitigen (notariellen) Urkunden oder Vertragswerken dient das Dienstsiegel auch dazu, ein Gefüge von mehreren Seiten dauerhaft miteinander zu verbinden (damit Missbrauch verhindert wird). Hierbei wird heute häufig die linke obere Ecke aller Blätter eines Gehefts gefächert, umgeknickt und auf der Rückseite mit Feuchtstempel versehen. Eine aufwändigere und sicherere Form ist das Verbinden mehrerer Blätter mit Öse, Schnur und Prägesiegel. Maschinell erstellte Bescheide tragen heute häufig die digitale Wiedergabe eines Dienstsiegels.
Ein bekanntes Dienstsiegel ist das Pfandsiegel, umgangssprachlich „Kuckuck“ genannt (nach dem in Preußen darauf abgebildeten Adler, der als Kuckuck verballhornt wird). Eine weitere bekannte Siegelung ist die Steuerbanderole bei Tabakwaren mit dem Bundesadler. Diese Beispiele geben die Funktion eines Dienstsiegels als Verschluss wieder.

## Formen

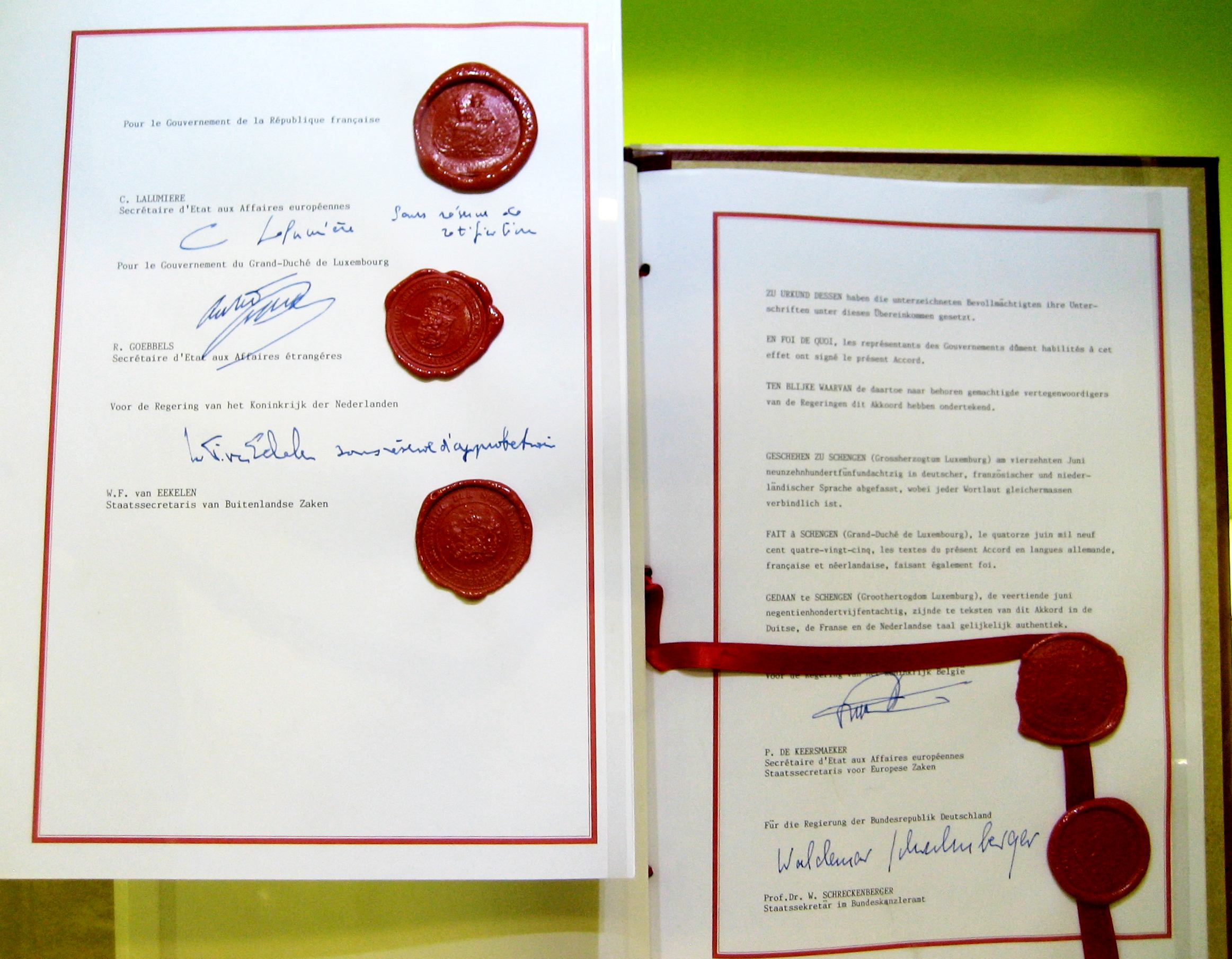
Lacksiegel auf dem Schengener Übereinkommen von 1985

Es gibt grundsätzlich vier verschiedene Formen von Dienstsiegeln:
- Plattenabdruck
  - als Stempelabdruck (auch Feuchtsiegel genannt) mit aufgebrachter Stempelfarbe auf Papier, wobei der Rundstempel am gebräuchlichsten ist (per Hand oder auch gedruckt)
  - als farblose Prägung in Papier
  - in Wachs und Siegellack (Diplomatie, bedeutende Vertragswerke)
- Aufkleber (auch Klebesiegel genannt) (mit vielen Sollbruchstellen, damit es nicht unbefugt gelöst wird und wieder angebracht werden kann)
- Intarsien im Papier, zumeist in Form eines Kinegramms (z. B. deutsche Aufenthaltstitel); historisch auch Metallkapseln
- gedruckt, z. B. bei Banknoten

Die meisten Dienstsiegel sind Stempelabdrücke. Geprägte Dienstsiegel sind heute nur bei besonders wichtigen Dokumenten üblich, z. B. Vertragswerke in der Diplomatie, Ernennungs- und Verleihungsurkunden oder notarielle Beglaubigungen.
Dienstsiegel als Stempelabdruck sind zum Teil in zwei verschiedenen Größen existent: als „kleines“ oder als „großes“ Dienstsiegel. Die kleinen Dienstsiegel werden meist auf amtlichen Ausweisen angebracht.

## Recht
Das Dienst- oder Amtssiegel ist ein Legitimationszeichen und dient auf amtlichen Schriftstücken oder Urkunden als Hoheits- und Echtheitszeugnis. Personen oder Institutionen, die kraft Gesetz ein Siegel führen dürfen, heißen siegelführende oder siegelberechtigte Stellen und sind bundes- oder landesgesetzlich befugt, bestimmte Vorgänge mit dem Dienstsiegel zu versehen. Bei Notaren gehört nach § 39 BeurkG das Dienstsiegel zu den Pflichtmerkmalen einer öffentlichen Beglaubigung. Die amtliche Beglaubigung hingegen kann durch Behörden vorgenommen werden, die landesgesetzlich zum Führen eines Dienstsiegels befugt sind. Dann dürfen sie sowohl die Übereinstimmung einer Abschrift mit einer Urschrift als auch die Echtheit einer Unterschrift bestätigen. Die Beglaubigung einer Abschrift muss nach § 33 Abs. 3 Nr. 4 VwVfG das Dienstsiegel enthalten, das gilt auch für amtliche Unterschriftsbeglaubigungen nach § 34 Abs. 3 Nr. 3 VwVfG. Darüber hinaus sind die von der Bundesregierung durch Rechtsverordnung bestimmten Behörden im Sinne des § 1 Abs. 1 Nr. 1 VwVfG und die nach Landesrecht zuständigen Behörden befugt, Abschriften zu beglaubigen, wenn die Urschrift von einer Behörde ausgestellt ist oder die Abschrift zur Vorlage bei einer Behörde benötigt wird. Zu den siegelführenden Stellen gehören insbesondere Gemeindeverwaltungen, Landkreise und untere Verwaltungsbehörden (z. B. Ortsbürgermeister und Ortsvorsteher), Ortsgerichtsvorsteher in Hessen und die Ratschreiber in Baden-Württemberg sowie Ortsbürgermeister und Gemeindeverwaltungen in Rheinland-Pfalz (§ 2 BeglG), Stadtverwaltungen (Rathaus), Kreisverwaltungen, Behörden, Polizei, Gerichte oder öffentlich-rechtlich organisierte Kirchen. Nach den meisten Sparkassengesetzen der Länder sind die öffentlich-rechtlichen Sparkassen siegelberechtigt (z. B. §§ 23, 10 SparkG Baden-Württemberg). Vielen Gemeindeordnungen gemäß führen die Gemeinden ein Dienstsiegel.
Ein Dienstsiegel ist für einen schriftlichen Verwaltungsakt gesetzlich nicht zwingend vorgeschrieben. Bei einem schriftlichen Verwaltungsakt, der mit Hilfe automatischer Einrichtungen (Massendruck, Computer) verfasst ist, können Unterschriften nach § 37 Abs. 1 VwVfG fehlen. Im elektronischen Geschäftsverkehr wird das Dienstsiegel in Deutschland durch das so genannte qualifizierte Stellvertretungszertifikat ersetzt. Ein fehlendes Dienstsiegel macht Verwaltungsakte nicht unwirksam. Das Dienstsiegel wird verwaltungsrechtlich nicht als Teil einer gesetzlichen Formvorschrift angesehen, sondern als Legitimationszeichen einer Vollmachtsurkunde. Schreibt eine Gemeindeordnung vor, dass eine schriftliche außerordentliche Kündigung gegenüber einem Angestellten nur rechtsverbindlich ist, wenn das Kündigungsschreiben vom Gemeindedirektor und dem Ratsvorsitzenden handschriftlich unterzeichnet und mit dem Dienstsiegel versehen ist, so handelt es sich hierbei nicht um eine gesetzliche Formvorschrift, sondern um eine Vertretungsregelung. Das Dienstsiegel steht in derartigen Fällen als Legitimationszeichen einer Vollmachtsurkunde im Sinne des § 174 Satz 1 BGB gleich. Anmeldungen zur Eintragung in das Handelsregister sind nach § 12 Abs. 1 HGB elektronisch in öffentlich beglaubigter Form einzureichen, dabei können Dienstsiegel elektronisch dargestellt werden. Bei behördlichen Eintragungsanträgen zum Grundbuch (etwa Zwangsversteigerungsvermerk) ersetzt die mit einem Dienstsiegel versehene unterzeichnete Urkunde die sonst erforderliche öffentliche Beglaubigung (§ 29 Abs. 3 GBO).

### Straftaten
Das Beschädigen, Ablösen oder Unkenntlichmachen eines Dienstsiegels, das zur Versiegelung dient, ist in Deutschland als Siegelbruch nach § 136 StGB unter Strafe gestellt. Die missbräuchliche Verwendung kann in Deutschland ein Vergehen der Urkundenfälschung nach § 267 StGB sowie eine Amtsanmaßung nach § 132 StGB darstellen. Deutsche Kraftfahrzeug-Kennzeichen und das Zulassungssiegel (als Ausdruck für die Zulassung des Fahrzeuges zum öffentlichen Straßenverkehr) stellen eine „zusammengesetzte Urkunde“ dar. Wer also das Siegel auf ein anderes Kennzeichen anbringt, kann tateinheitlich auch eine Urkundenfälschung begehen (vgl. Kennzeichenmissbrauch).

### Ordnungswidrigkeit
Das Herstellen von Dienstsiegeln darf nur für Berechtigte erfolgen. Dafür muss ein Nachweis vorliegen. Die unbefugte Herstellung eines Dienstsiegels stellt eine Ordnungswidrigkeit dar (§ 127 Abs. 1 Ziff. 1b OWiG).

## Abbildungen

Beispiele
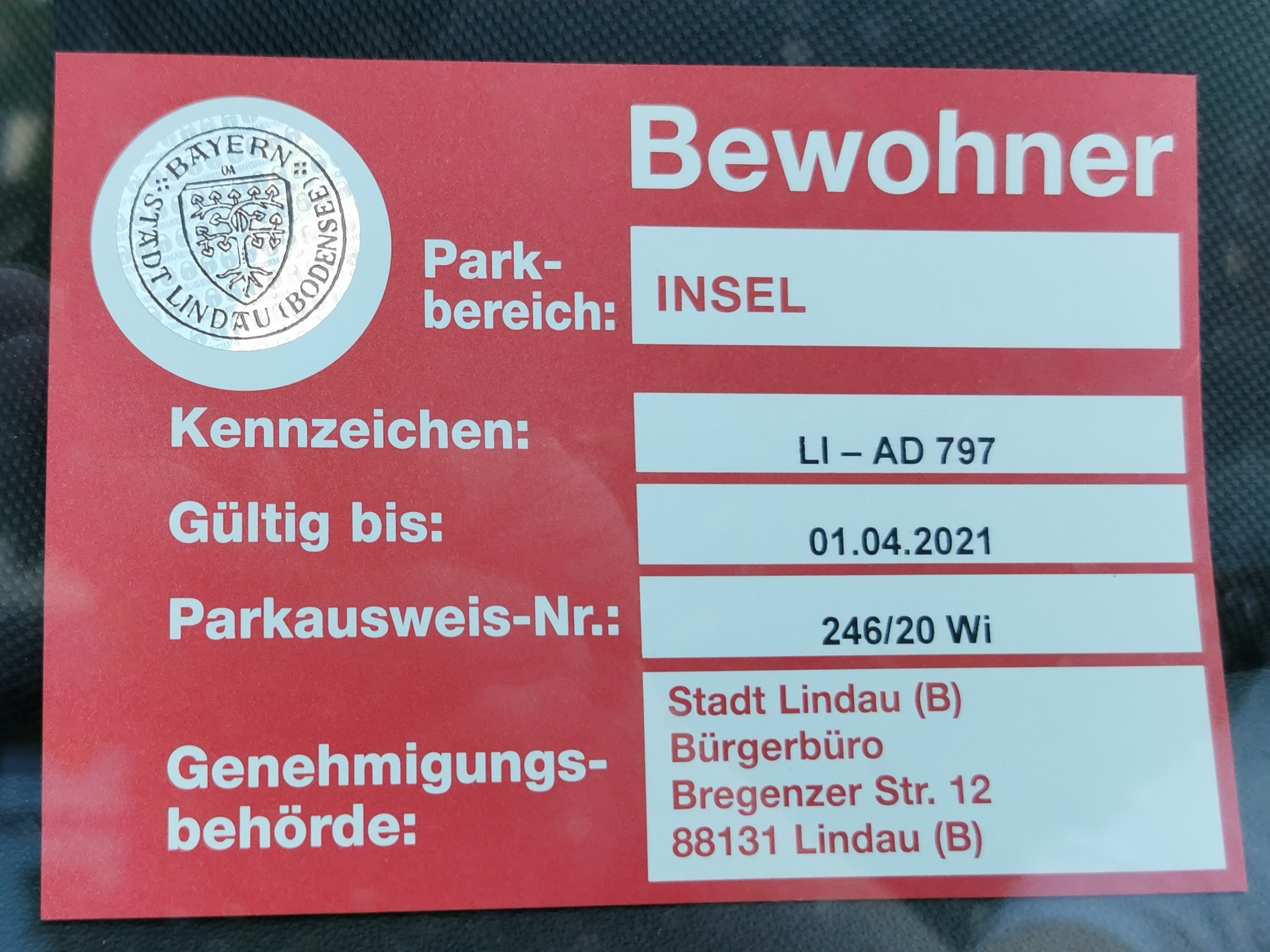
Bewohnerparkausweis der Stadt Lindau mit geklebtem Dienstsiegel
Dienstsiegel der Stadtverwaltung München
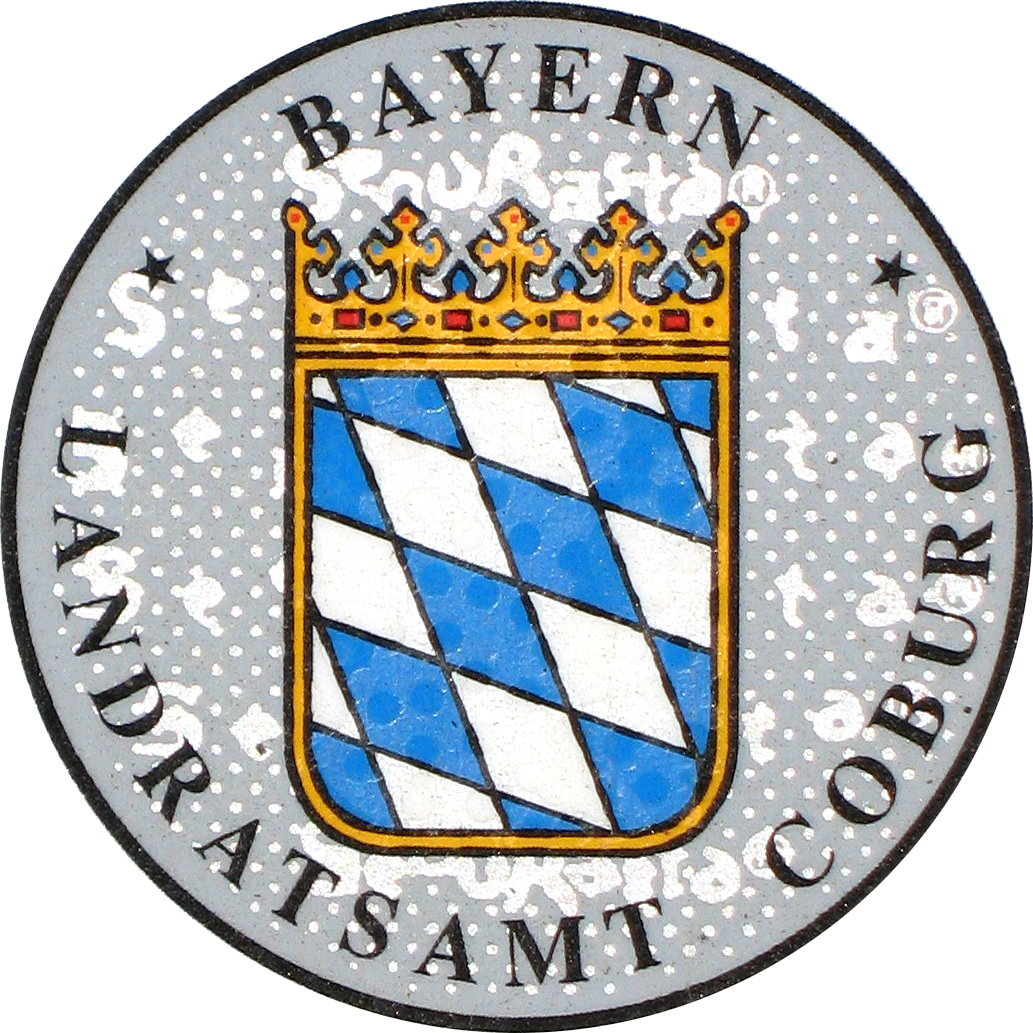
Dienstsiegel zur Kennzeichnung der erfolgten Zulassung eines Fahrzeuges zum Straßenverkehr (Aufkleber) für Kfz-Kennzeichen-Schilder (Coburg)
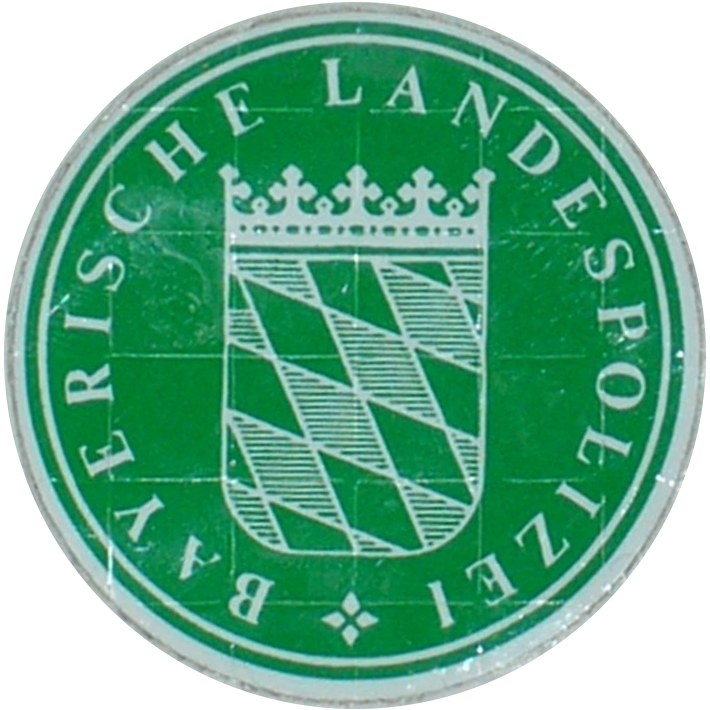
Verschlusssiegel (Aufkleber): Großes Dienstsiegel der Bayerischen Landespolizei
Stempelabdruck (Rundstempel) des Bundesministeriums für Raumordnung, Bauwesen und Städtebau
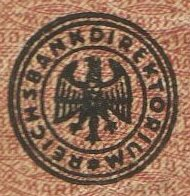
Gedrucktes Dienstsiegel der Reichsbank auf einer Banknote (Deutschland)
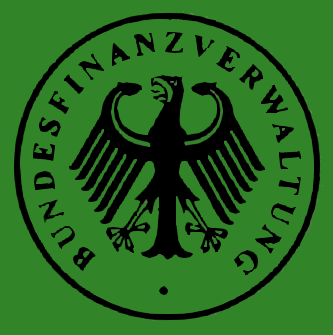
Gedrucktes Dienstsiegel der Bundesfinanzverwaltung (Deutschland)
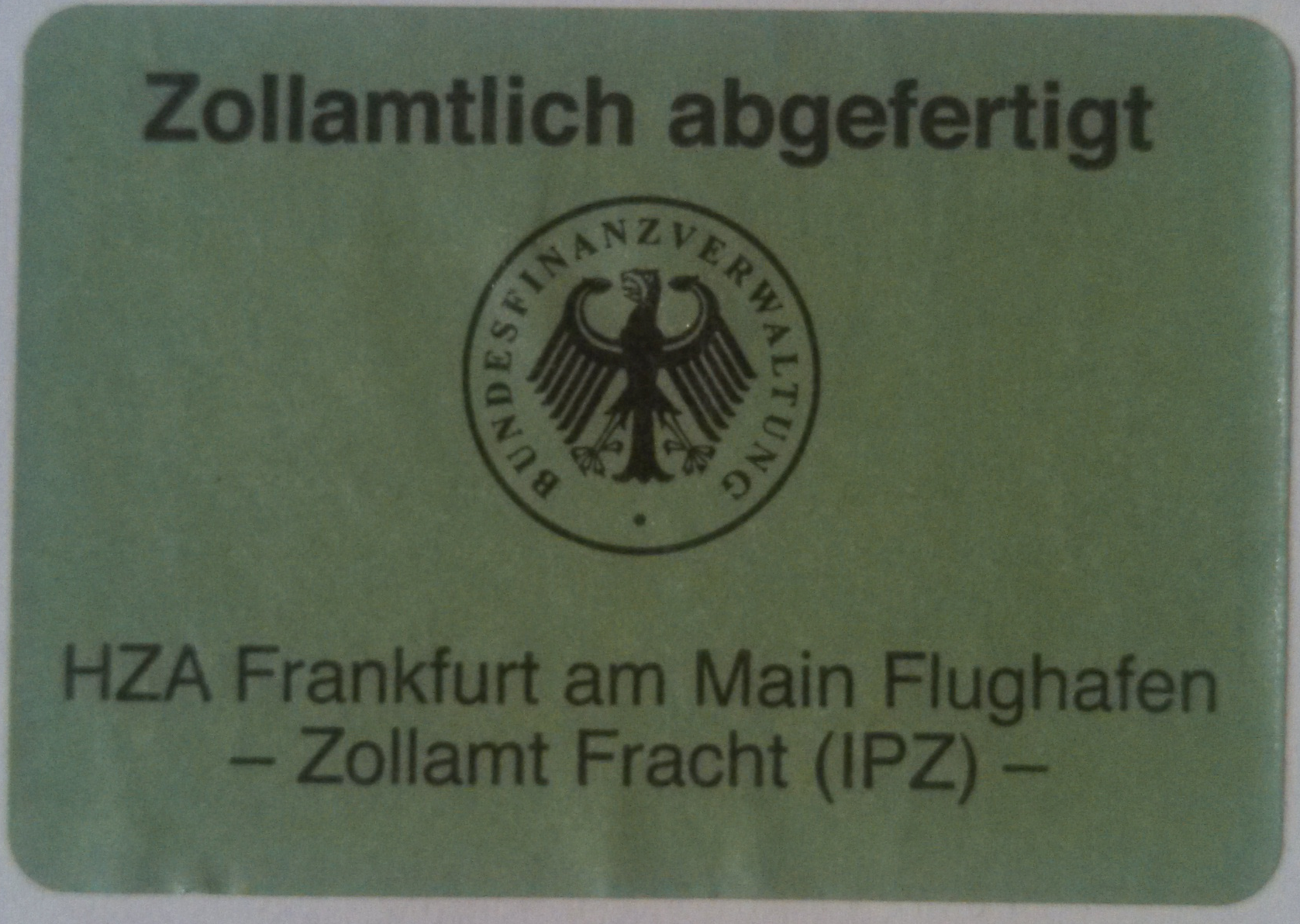
Klebesiegel der Bundesfinanzverwaltung
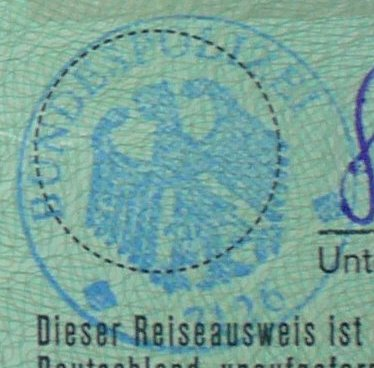
Stempelabdruck: Kleines Dienstsiegel der Bundespolizei
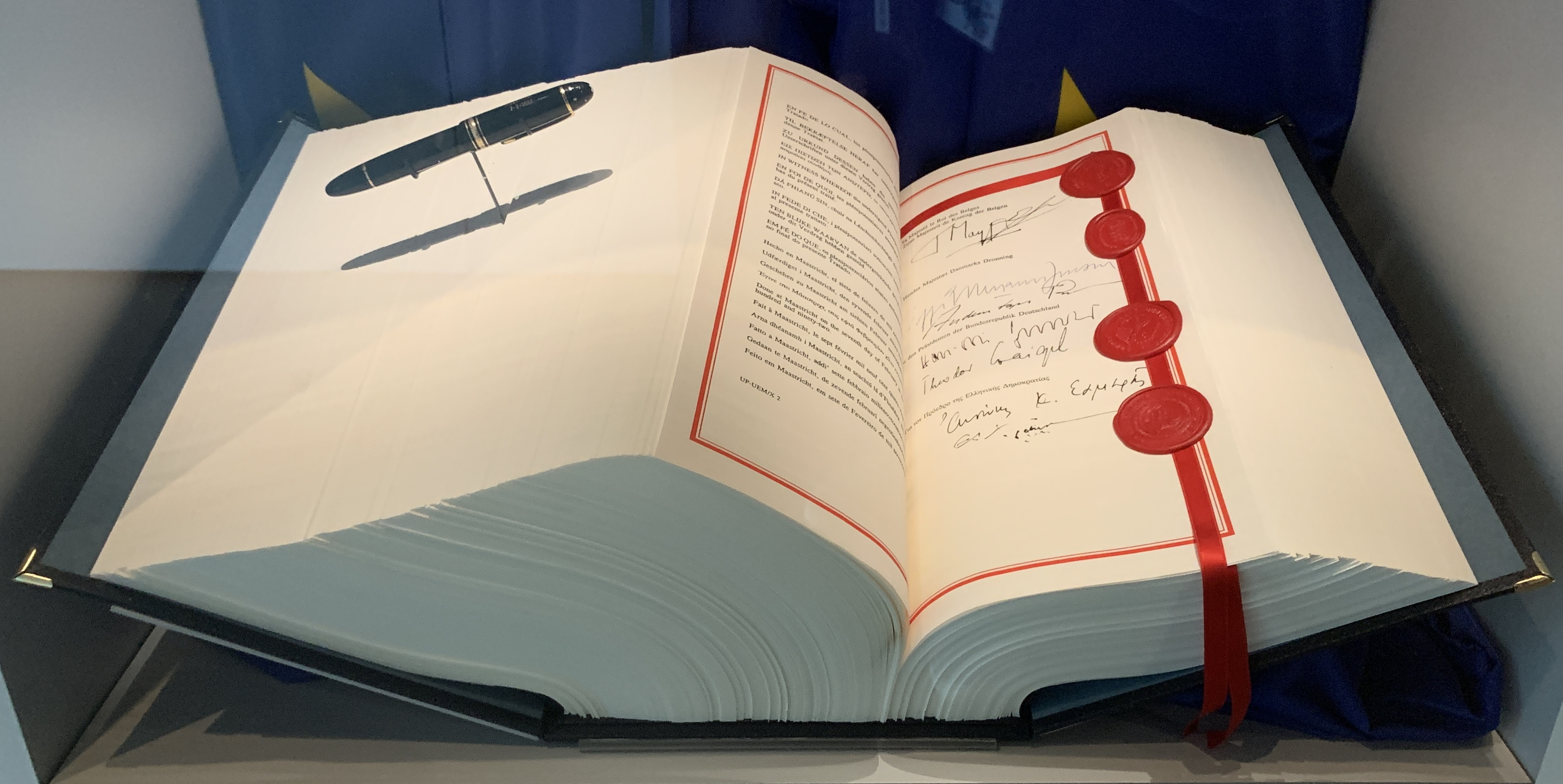
Dienstsiegel am Vertrag von Maastricht
Siegelmarke des Königlich Bayerischen Staatsministeriums des Königlichen Hauses und des Äußern
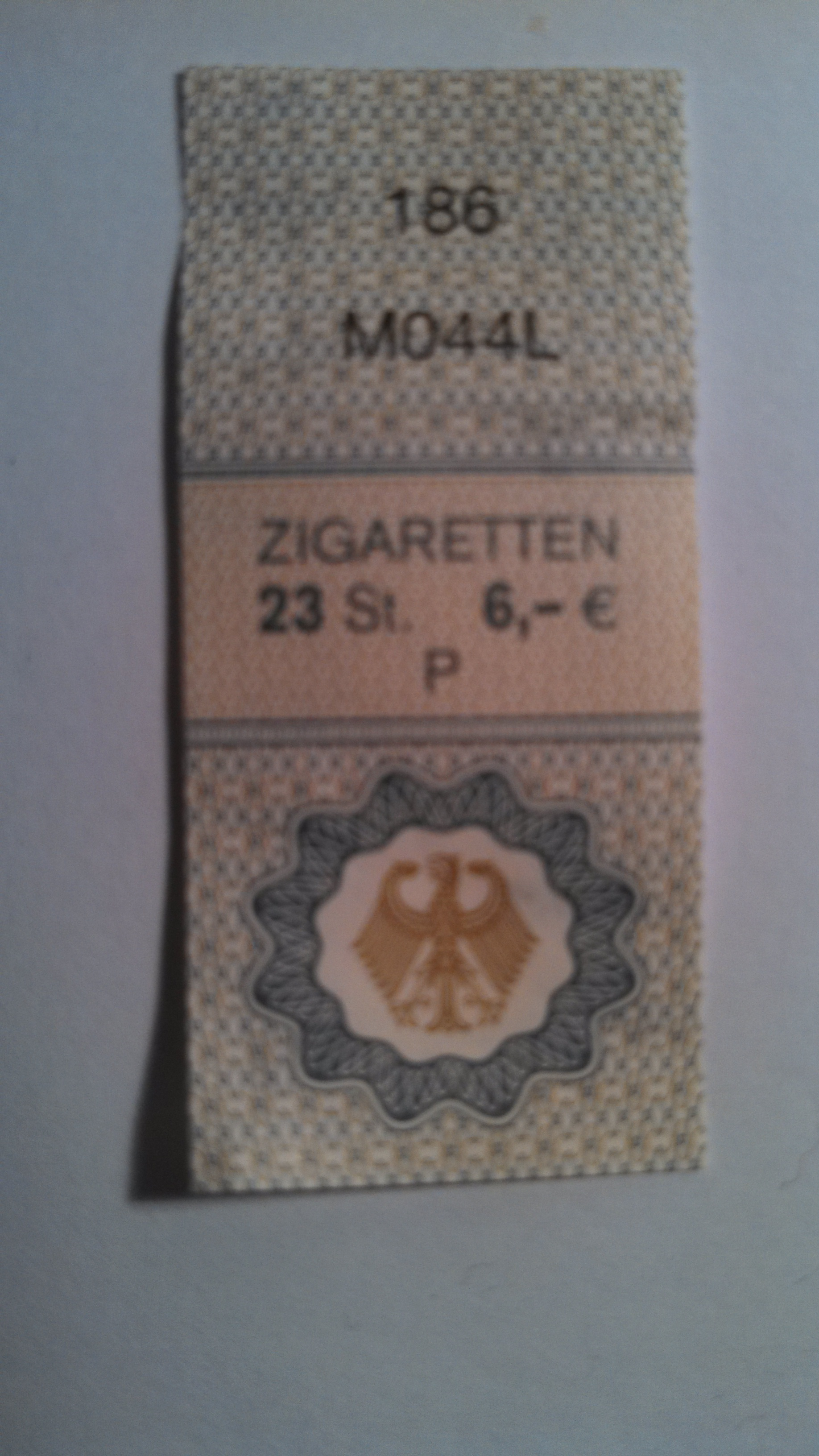
Klebesiegel Steuerbanderole einer Zigarettenpackung
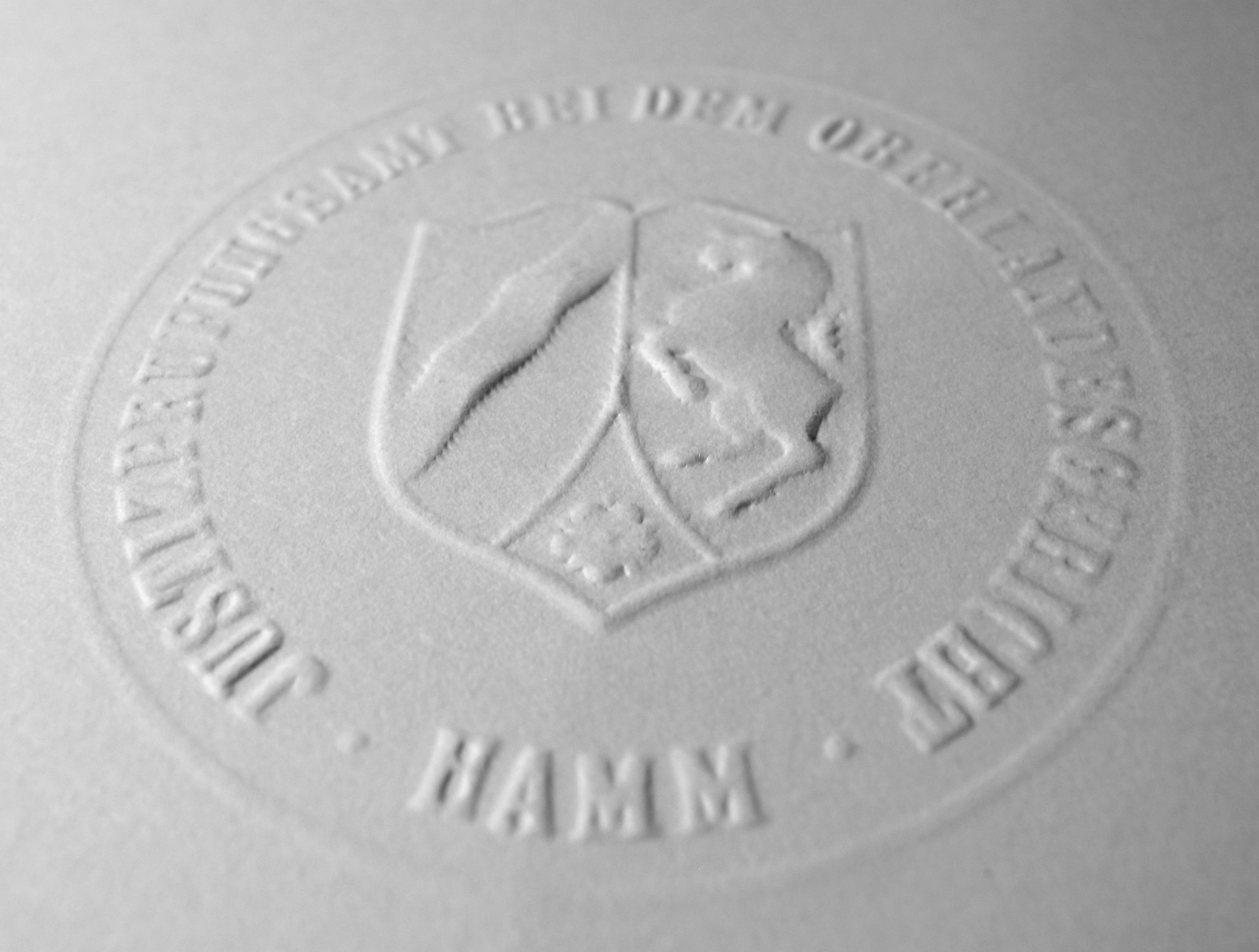
Geprägtes kleines Landessiegel Nordrhein-Westfalens
Messing-Dienstsiegel (gespiegelt) des Vollstreckungsbeamten der Gemeinde Falkenau in Sachsen um 1910